# 硫酸ピッチ
硫酸ピッチ（りゅうさんピッチ）とは、石油精製の硫酸洗浄工程で発生する副産物。ここでは主に不正軽油を密造する際に発生する硫酸ピッチについて説明する。不正軽油密造で生成される物質は重油などに含まれるタールや油分と硫酸からなる混合物となる。
強酸性で強い腐食作用を持つ上、水分と反応すると人体に有害な亜硫酸ガスを発生させる。ドラム缶に詰められ不法投棄されることから問題になっている。

## 硫酸洗浄
硫酸洗浄は硫酸を用いて不純物を取り除く手法であり、この処理によって残留するものが硫酸ピッチとなる。工業的には石油精製や廃油再生、その他にも試験や実験などでも利用される方法である。硫酸処理それ自体は特別な方法ではなく原始的な方法である。石油精製分野では主に潤滑油や重質油の精製に用いられ水素処理が導入されるまでは主流な方法であった。現在でも一部で利用されている。
生成される硫酸ピッチは有害な化学物質を含有する粘性の高いタール状の物質である。放置しておくと油分などが揮発することにより粘度を増し固化していく。石油精製で生成される硫酸ピッチには硫酸や油分、硫黄、重金属類、アスファルト、芳香族炭化水素などが含まれる。

## 不正軽油が生成される背景
灯油、A重油は、主に暖房用の燃料として用いられているが、性質が軽油と似ており、自動車用ディーゼルエンジンの燃料として使うことが横行した。軽油は道路整備費用を捻出するために高い税率が設定されており、灯油、A重油を用いることで税金分を浮かすことができるからである。
もちろん、このような行為はれっきとした脱税行為であることから、灯油、A重油にはクマリンという特殊な蛍光物質が添加され、公道での検査を通じて脱税行為の摘発を行うようになった。このクマリンを除去し、不法な軽油を密造する過程で発生するのが硫酸ピッチである。

## 硫酸ピッチの処理
硫酸ピッチの処理については、中和作業、高性能炉での焼却など手間が掛かるものであり、ドラム缶1本あたり十万円以上とも言われている。不法投棄に多い長期間放置された硫酸ピッチは流動性を失っていることもあり処理をさらに困難にさせる。
硫酸ピッチは特殊な廃棄物で、工業分野（石油精製関連）などを除くと一定量の硫酸ピッチを生成するのは軽油の密造過程くらいとなる。密造の発覚を防ぐために、軽油の密造工場で発生する硫酸ピッチは、全量不法投棄されるものと考えて良い。
不法投棄された硫酸ピッチの処理は、製造または廃棄した業者に処分をさせるのが適当であるが、ほとんどの場合、こういった不法業者は行方をくらましているか、仮に見つけたとしても放置される場合が多く、結局のところ、行政による後片付け、すなわち「行政代執行」により撤去・処分が行われている。これらの費用はもちろん税金で行われている。もちろん行政側は、後からこの費用を関係者に請求はするが、支払われる場合はほとんどない。皮肉にも脱税対策として加えた物質を除去することにより脱税に成功した者が排出した廃棄物を、正規納税者が支払った税金をかけて処分しているのが実情である。

## 法規制
軽油の密造は、組織的犯罪集団によって大規模に行われることが多く、発生する硫酸ピッチの不法投棄はゲリラ的に行われることが多い。
硫酸ピッチの不法投棄の対策および脱税阻止を促進するため、2003年度から10年間の時限法である特定産業廃棄物に起因する支障の除去等に関する特別措置法が制定された。2004年、相次ぐ不法投棄に対処するため廃棄物の処理及び清掃に関する法律が改正され、硫酸ピッチの保管と運搬について罰則規定が設けられた。また生成過程と廃棄過程の双方で脱税と不法投棄という違法行為がおこなわれているため、一部の地方自治体で硫酸ピッチの生成について罰則を規定した硫酸ピッチ規制条例が制定された。